# Szlovák Műszaki Egyetem
A Szlovák Műszaki Egyetem (szlovákul: Slovenská technická univerzita v Bratislave) pozsonyi központú nyilvános egyetem Szlovákiában. Az egyetemet 1937-ben alapították, 1939-től működik Pozsonyban. A rektori pozíció jelenleg betöltetlen.

## Története

### Az egyetem alapítása
Az egyetem elődje a Kassai Állami Műszaki Dr. Milan Rastislav Štefánik Főiskola (Štátna vysoká škola technická Dr. Milana Rastislava Štefánika v Košiciach) volt, amelynek létrehozásáról 1937. június 25-én született döntés. Három oktatási részleggel működött: konstruktív és közlekedési építészmérnöki, víz- és kulturális építészmérnöki, valamint földmérési. Az egyetem rektorává Jur Hronec matematikust választották. A főiskola végül csak 1938. december 5-én kezdhette meg az oktatást átmenetileg Turócszentmártonban, ahova az első bécsi döntés miatt költözött.
1939 februárjában az egyetem nevét Szlovák Műszaki Főiskolára (Slovenská vysoká škola technická) változtatták, majd még abban az évben végleg Pozsonyba költözött. A pozsonyi főiskola építésére az 1939. július 25-ei rendelet adott lehetőséget. Eredetileg hat szakot írtak elő: építészmérnöki, különleges tanulmányok, erdészmérnöki és földművelési, vegyészeti, gépészmérnöki és villamosmérnöki, valamint üzleti. Az első három szak már az első tanévben elérhető volt, további kettő az ezt követő évben nyílt meg, az üzleti szakon pedig sosem indult el a képzés a Pozsonyi Üzleti Főiskola 1940-es létrehozása miatt.

### A háború alatt
A második világháború során az egyetem több épülete és felszerelése is megsérült. A front érkezése előtt a legértékesebb műszereket és könyveket Zsarnócára menekítették, rejtekhelyüket azonban felfedezték, a műszereket elkobozták, és Németországba szállították. Több alkalmazott és diák részt vett a szlovák nemzeti felkelésben, a harcokban két professzor és huszonhárom diák esett el, közülük tíz bolgár nemzetiségű. A legismertebb Mirko Nešpor volt, akit 1944 decemberében az Állambiztonsági Központban megkínoztak, és kivégeztek. Nešpor, halála után, 1946-ban tiszteletbeli mérnöki címet kapott, 1948 és 2000 között az ő nevét viselte az egyetem Svoradova utcai kollégiuma.

### A háború után
1946-ban Kassán Mezőgazdasági és Erdészmérnöki Főiskola nyílt, aminek nyomán Pozsonyban megszűnt az erdészeti és földművelési képzés. Az 1950–1951-es tanévben a négy szak helyett öt kar alakult, az azt követő évben a Gépészmérnöki és Villamosmérnöki Kar különvált. A Különleges Tanulmányok Karából létrejött a Bányamérnöki Kar, amely azonban a következő évben a Kassai Műszaki Egyetem része lett.
Az 1950-es évek során centralizálták az egyetem gazdálkodását, dékáni és rektori hivatalok jöttek létre. Az 1952–1953-as tanévben megnyílt a Gazdaságmérnöki Kar. 1953 októberében, az iskola fennállásának 25. évfordulója alkalmából a Csehszlovák Szocialista Köztársasági Érdemrenddel tüntették ki. 1956 után újabb decentralizáció következett. 1960-ban megszűnt a Gazdaságmérnöki Kar, az általa kínált képzés – vegyészmérnöki, gépészmérnöki, építészmérnöki – más karokon folytatódott. A főiskola így négy karral működött tovább: villamosmérnöki, vegyészeti, gépészmérnöki és építészmérnöki.
1976. szeptember 1-től az Építészmérnöki Karból kivált tanszékekből létrejött az Építészeti és Design Kar. 1985-ben nyílt meg a Gépésztechnológiai Kar Nagyszombatban.

### Az egyetem ma
1991. április 1-jén a Szlovák Műszaki Főiskola neve Szlovák Műszaki Egyetemre módosult. Az egyetem legfiatalabb kara 2003-ban jött létre Informatikai és Információtechnológiai Kar néven. Az egyetem logóját 2006-ban fogadták el. Az egyetem fennállásának 80. évfordulóját 2017 októberében ünnepelték. 2020. október 26-án az egyetemi szenátus leváltotta Miroslav Fikar rektort, aki pert indított az egyetem ellen, ám ezt a bíróság elutasította. Ezt követően 2021. április 22-én Zuzana Čaputová köztársasági elnök menesztette Fikart a rektori székből.

## Karok
- Építészmérnöki Kar (Stavebná fakulta)
- Gépészmérnöki Kar (Strojnícka fakulta)
- Villamosmérnöki és Informatikai Kar (Fakulta elektrotechniky a informatiky)
- Vegyész- és Élelmiszertechnológiai Kar (Fakulta chemickej a potravinárskej technológie)
- Építészeti és Design Kar (Fakulta architektúry a dizajnu)
- Anyagtechnológiai Kar (Materiálovotechnologická fakulta)
- Informatikai és Információtechnológiai Kar (Fakulta informatiky a informačných technológií)

## Híres hallgatók
- Martin Bóna – építészettörténész
- Bugár Béla – szlovákiai magyar politikus
- Andrej Doležal – politikus
- Tomáš Drucker – politikus
- Duba Gyula – szlovákiai magyar író
- Dulovics Dezső – egyetemi tanár
- Élesztős Pál (1948) – gépészmérnök, a MTA levelező tagja
- Gyurovszky László – politikus, miniszter
- Štefan Hríb – újságíró
- Pavel Hrúz – író, rádiós szerkesztő
- Ľubomír Jahnátek – politikus, egyetemi tanár
- Andrej Kiska – vállalkozó, a Szlovák Köztársaság negyedik elnöke
- Kolár Péter (1947–2017) kultúraszervező, a kassai Thália Színház igazgatója, a Csemadok elnöke, főtitkára
- Ján Langoš – fizikus, a Nemzeti Emlékezet Intézete alapítója
- Ivan Lexa – a Szlovák Információs Szolgálat korábbi vezetője
- Mészáros Alajos – szlovákiai magyar politikus
- Robert Mistrík – vegyész, vállalkozó
- Jaroslav Paška – politikus
- Ivan Plander – informatikus
- Ján Počiatek – politikus
- Sólymos László – szlovákiai magyar politikus
- Dalimír Stano – költő, író
- Michal Truban – vállalkozó, politikus
- Milan Uhrík – politikus, EP-képviselő
- Matúš Vallo – építészmérnök, Pozsony főpolgármestere

## Híres oktatók
- Agócs Zoltán – építészmérnök, dékánhelyettes
- Emil Belluš – építész
- Mária Bieliková – informatikus, dékán
- Jur Hronec – matematikus, rektor
- Dionýz Ilkovič – fizikus
- Alfred Piffl – építész, dékán